# 宇井伯寿
宇井 伯寿（うい はくじゅ、1882年（明治15年）6月1日 - 1963年（昭和38年）7月14日）は、日本の曹洞宗僧侶・インド哲学研究者・仏教学者。学位は、文学博士（東京帝国大学・1921年）。駒澤大学学長、帝国学士院会員、文化勲章受章。

## 来歴
1882年（明治15年）6月1日、愛知県宝飯郡御津町（現・豊川市）に宇井善五左衛門、うい夫妻の五男として生まれる。幼名は茂七。12歳で同郡の曹洞宗の東漸寺の活山卍寿のもとで出家し活翁と号し、伯寿と改名。高等小学校卒業後、小坂井の報恩寺内にあった曹洞宗小学林に入り、さらに合併により愛知中学林（現・愛知中学校・高等学校）に学んだが、ストライキにより1901年（明治34年）退校処分となった。旧制京北中学校に編入し1903年（明治36年）旧制第一高等学校に合格、1906年（明治39年）東京帝国大学文科大学に進み、木村泰賢と共に高楠順次郎に師事しインド哲学を専攻し、1909年（明治42年）卒業。
卒業後は曹洞宗第一中学林（現・世田谷学園中学校・高等学校）、曹洞宗大学（現・駒澤大学）で講師を務めつつ、1913年（大正2年）からドイツのテュービンゲン大学、さらに翌年第一次世界大戦勃発によりイギリスのオックスフォード大学・ケンブリッジ大学に留学し、1917年（大正6年）帰国。1919年（大正8年）木村泰賢の欧州留学に伴い東京帝国大学講師となり、1921年（大正10年）曹洞宗出身者として初となる文学博士の学位を与えられた。1923年（大正12年）に東北帝国大学法文学部新設に伴い印度学教授となった（助教授は金倉円照）。1926年（大正15年）東漸寺住職であった霊洞台雲が死去したため、同じく活山卍寿の弟子であった伯寿がその跡を継いで住職となった。
1930年（昭和5年）木村泰賢の死去によりその後任として東京帝国大学教授に就任し、1934年（昭和9年）まで東北帝国大学教授も兼務した。
1936年（昭和11年）には『国体の本義』編纂委員（仏教担当）を務める。
1941年（昭和16年）に曹洞宗宗務総長・谷口虎山の招聘によって駒澤大学学長に就任したものの、大導師の務めを作法に長けた岡田宜法教授に委任したために批判を受け辞任、僧籍も一時返上した。1943年（昭和18年）に東京帝国大学教授を定年退官し、高等官一等従三位勲三等に叙せられた。上記以外の学校では慶應義塾大学、東洋大学、日本大学、高野山大学、大正大学、東京文理科大学、早稲田大学、学習院大学、東部神学校、北海道帝国大学、九州帝国大学、名古屋大学などでも教壇に立った。1945年（昭和20年）12月に帝国学士院会員に選出された。1952年（昭和27年）11月文化功労者となり、翌1953年（昭和28年）11月文化勲章受章。
1963年（昭和38年）7月14日に死去。墓所は多磨霊園。

## 受賞歴
- 1931年（昭和6年）5月 -『印度哲学研究』により帝国学士院賞[2]
- 1953年（昭和28年）11月 - 文化勲章[2]

## 研究内容・業績
弟子に中村元がおり、座談会での回想がある。

## 家族・親族
- 長男：格生（ただお） - 農学博士。北海道大学農学部教授[2]。
- 次男：信生（のぶお） - 理学博士。群馬大学内分泌研究所教授[2]。
- 三男：昌生（まさお） - 獣医師[2]。
- 四男：治生（はるお） - 理学博士。広島大学理学部教授[7]。
- 五男：理生（みちお） - 薬理学者。親族としてみた宇井伯壽の回想を記している。
- ほかに夭逝した女子が一人いる[2]。

## 著作
- 宇井伯壽監修『仏教辞典』 大東出版社、1937年、新版1965年ほか
- 『印度哲学研究』1–6　甲子社、1924年–。岩波書店、、1965年
- 『印度哲学史』 岩波書店、1932年
  - 『インド哲学史』書肆心水、2015年
- 『仏教論理学』大東出版社、1933年
- 『唯心の実践』大東出版社、1934年
- 『禅宗史研究』1-3　岩波書店、1939-43年、新版1966年、1982年
- 『仏教思想研究』 岩波書店、1943年
- 『仏教思想の基礎』 岩波書店、1944年
- 『仏教哲学の根本問題』 大東出版社、1947年
  - 『仏教哲学の根本問題』書肆心水、2014年。大活文字版
- 『仏教思潮論』喜久屋書店、1948年
  - 『仏教思潮論　仏法僧三宝の構造による仏教思想史』書肆心水、2014年
- 『大乗仏典の研究』 岩波書店、1953年
- 『大乗荘厳経論研究』 岩波書店、1953年
- 『実性論研究』 岩波書店、1953年
- 『瑜伽論研究』 岩波書店、1953年
- 『唯識三十論釈論』 岩波書店、1953年
- 『唯識二十論研究』 岩波書店、1953年
- 『釈道安研究』 岩波書店、1956年
- 『仏教経典史』 東成出版社、1957年
  - 『仏教経典史』書肆心水、2014年。大活文字版
- 『陳那著作の研究』 岩波書店、1958年
- 『宇井伯寿著作選集』全6巻、大東出版社、1966-72年
- 『訳経史研究』岩波書店、1971年
- 『インド哲学から仏教へ』岩波書店、1976年
- 『禅者列伝　僧侶と武士、栄西から西郷隆盛まで』書肆心水、2015年